# EMD G12
A G12 é uma Locomotiva que foi produzida pela GM-EMD para exportação, com grande parte das unidades montadas nas décadas de 1950 e 1960, para ferrovias de todo mundo. É adaptável a bitolas de 1 000 a 1 676 milímetros. Ao todo, mais de 1 100 unidades operam ou operaram nos cinco continentes.

## História
Durante os anos 1950 e 1960 foram fabricadas 1 126 modelos G12 e 373 modelos G8, pela EMD, GMD e suas representantes Clyde Engeneering, HoHAB e Henschel. São consideradas máquinas de baixo custo inicial e simplificadas para terem custo operacional razoavelmente baixo para padrões da época. Usavam o motor 12-567C, nos modelos G12, e 8-567C nas G8, pouco sofisticados, mas que atendiam à demanda e eram confiáveis. Tudo isso com um consumo de combustível elevado quando comparado com as maquinas europeias da época. Entretanto, os fabricantes europeus não estavam ainda em condições de exportar máquinas de imediato. Além disso, o custo do combustível não era problema, pois mesmo sendo importado em alguns países, o óleo diesel e todos os demais derivados do petróleo eram baratos, ainda mais quando comparados com a tração a vapor, tanto à lenha, carvão mineral ou fuel-oil. Seu projeto, seguia a mesma concepção dos da série General Purpose (GP) que já fazia sucesso nos EUA desde 1947, com o lançamento da GP7. Seriam máquinas bidirecionais, adaptáveis a linhas tronco ou ramais, de construção barata e rápida, sacrificando a estética e acima de tudo, que fossem o mais funcionais possível. Foram fabricadas unidades desde 71 toneladas até 90 toneladas métricas, em rodagem B-B, A1A-A1A e até C-C, com ou sem freio dinâmico. Havia opções de truques Flexicoil ou Bloomberg.
Foram vendidas para os seguintes países: África do Sul, Argentina, Austrália,  Brasil, Canadá, Ceilão (Sri Lanka), Chile, Coreia do Sul, Egito, Holanda, Hong Kong,  Indonésia, Irã, Israel, Libéria, México, Noruega, Nova Zelândia, Suécia, Venezuela e Taiwan.
Tornou-se uma das máquinas mais bem sucedidas de exportação de todos os tempos, estando presente nos cinco continentes. Atualmente algumas de suas unidades continuam a operar, apesar da grande maioria delas terem sido paralisados nos anos 1980,  com a introdução dos motores EMD 645 e máquinas mais modernas, como as G22 (substituta direta), G26 (substituta da G16), GT22, e já nos anos 1980 as JT42 e JT46, aliadas à melhoria das condições técnicas das ferrovias,  que antes precisavam operar apenas máquinas como as G12, possibilitaram o uso de máquinas maiores ou até mesmo maquinas normais, de uso doméstico, isso foi um duro golpe para as G12, cujo projeto de seu motor  não era voltado a economia, mas sim a durabilidade e facilidade de manutenção. Países como a Nova Zelândia  pararam quase todas as suas unidades, cortando-as e hoje, restaram poucas em poder de entidades de preservação.

## A primeira unidade, #7707
A primeira unidade foi fabricada em bitola standard (1435mm) em London, Canadá pela GMDL – General Motors Diesel Limited. Numerada #7707, foi utilizada como locomotiva de demonstração. Possuía pintura vermelha e bordo com faixas amarelas. Além de ter o logo da General Motors em ambas laterais da cabine, ostentava as inscrições “Electro-Motive” do lado direito e “General Motors Diesel” do lado esquerdo. Considerando-se como frente o corpo curto.
Construída em dezembro de 1953, com concepção semelhante as GP7’s, se tornava um modelo mais racional que a B12, já apresentada em Salt Lake City em Julho do mesmo ano.
Oferecendo a tripulação maior visibilidade quando em marcha reversa e eliminando a necessidade de se operar sempre com duas locomotivas acopladas. Originalmente tinha motor 12-567B. Seu número de fabricação é A558. Fez demonstrações na Canadian National durante alguns meses. A Canadian compraria algumas unidades de G12 poucos anos mais tarde, mas veremos isso posteriormente. A #7707 retornou a fabrica da GMDL, foi reequipada com um 12-567C, motor mais novo e confiável, repintada com as inscrições “Electro Motive” de ambos os lados. Seu engate, antes “automático” foi removido, sendo instalados engates do tipo gancho e corrente de padrão europeu além dos batedores e seus reforços necessários.
Sua demonstração na Europa foi inicialmente coordenada pela NoHAB (Nydquist & Holm Aktiebolag), empresa com sede em Trollhattan, Suécia. Foram efetuadas operações promocionais e demonstrações em países como Alemanha, Áustria, Jugoslávia e Turquia, em seguida retornando ao Norte da Suécia.
Após uma breve demonstração na Noruega, mas tempo suficiente para a ferrovia norueguesa decidir comprar a unidade. Esta seguiu para a Henschel, para uma revisão geral e adequação aos padrões da ferrovia. O aquecedor foi removido e o texto nas laterais do corpo longo foi alterado para “ Henschel GENERAL MOTORS BAUMUSTER”
Nos anos 1980 a unidade foi retirada de serviço e guardada em um galpão em Orebro, até que em 1986 o “Nowegian GM group” comprou a velha 7707 restaurando-a com auxilio da Ferrovia Estatal da Noruega (NSB), devolvendo a ela suas cores originais de demonstração. Entretanto o freio dinâmico não foi reinstalado.

## Brasil-Proprietários Originais

### Na RFFSA
Foi a locomotiva mais numerosa no Brasil até a introdução da GE U20C na década de 1970, dieselizaram grande parte das ferrovias da RFFSA, aposentando antigas locomotivas a vapor, menos eficientes e econômicas. Junto com a EMD G8, versão de 8 cilindros da G12 e dos modelos concorrentes da General Electric U12B e U13B, de potência similar, compõe grande parte do quadro de locomotivas diesel da RFFSA em bitola de 1.000 mm.
Foram compradas para as regionais das oriundas RVPSC, RMV, EFNOB, EFG, além da VFRGS, para a qual foram adquiridos também 21 unidades com a configuração de truques A1A-A1A, para melhor distribuir o peso da maquina em algumas linhas leves do Rio Grande do Sul. Posteriormente essas maquinas seriam retrucadas como B-B.
Posteriormente foram transferidas para as mais diversas regionais como VFCO, EFL, VFFLB, Estrada de Ferro Donna Thereza Christina (EFDTC) e EFCB, além das originais, em inúmeras transferências, muitas vezes mal registradas ou confusas, devido à existência de várias máquinas com o mesmo número na RFFSA pré-SIGO.

### CPEF
A Companhia Paulista de Estradas de Ferro adquiriu 18 unidades, em bitola larga; por terem truques maiores, eram mais largas, porque os cilindros de freio ficam para fora do corpo de estrado da maquina. Também se tornaram mais pesadas, chegando a 80.000 kg. Os ferroviários as apelidaram de "cabeças de saúva", por terem as grades dissipadoras do freio dinâmico mais ressaltadas que as demais unidades, devido ao uso de motores de tração de bitola Stadard (1.435mm). Vieram com relação de engrenagens bem mais longa que as demais, por serem unidades para operar também os rápidos trens de passageiros da Paulista, podendo chegar a 121 quilométricos horários, entretanto, por medidas de segurança optou-se por limitá-las aos 90 km/h já no Brasil. Já nos anos 1980, as G12 ex - CPEF foram modernizadas com o novo motor 12-645E da EMD, mantendo sua potência original de 1425/1310 hp, exceto as unidades 7054, 7059 e 7061, que continuaram com o motor original EMD567.

### CMEF
A Companhia Mogiana de Estradas de Ferro comprou inicialmente cinco unidades, a vista, da EMD, seriam usadas para continuar o processo de dieselização da empresa, que no momento estava sofrendo problemas econômicos, entretanto, com um financiamento promovido pela General Motors, foi possível a compra de mais 25 unidades, dessa vez da GMD do Canadá. Essa compra selou o final das locomotivas a vapor da Mogiana, além de melhorar parcialmente o quadro econômico da empresa.

### EFVM
Também foram adquiridas pela Estrada de Ferro Vitória a Minas da CVRD (atual VALE) para exportação de minério após experiências positivas com as GMD B12. A compra das 35 unidades do modelo G12 iria motivar essa ferrovia a comprar ainda as EMD G16, versão de 16 cilindros da Série G da EMD. Atualmente grande parte dessas unidades ainda encontram-se operando pelas linhas da EFVM ou da Estrada de Ferro Trombetas, para onde sete unidades foram transferidas em 1979 e 1988. Uma delas (#561) foi baixada em 1997. Em 2000 outras sete foram modernizadas para passageiros, tendo o nariz rebaixado e ar condicionado instalado. A #546 e #532 foram reformadas em unidade MATE, aonde uma G12 tem grupo gerador (alimentadora) e a outra funciona como SLUG e comandante. Juntas funcionam muito bem como maquinas de transferência de minério, aonde a baixa velocidade é predominante. A unidade MATE consegue ter esforço de tração próximo de uma EMD DDM45. Uma das unidades da EF Trombetas foi vendida para a Transferro (EFVM #537)(EFT #104), e atualmente, após ser vendida para a Acesita, opera como #200, de volta a Minas Gerais. Uma unidade (#535) teve sua cabine modificada em Dezembro de 1991, sendo elevada em um metro para melhor visibilidade em manobras.
Geralmente é utilizada para manobras, composição de manutenção de via nas grandes operadoras, ou tração em ferrovias menores (Ferroeste, Ferrovia Transnordestina Logística e Ferrovia Teresa Cristina).

## As Fases da G12
As G12 no Brasil eram encontradas em 5 fases:
A G12 fase I é a mais conhecida, tem bitola métrica cabine arredondada, freio dinâmico e numberboard em caixa separada do farol, eram originarias da Companhia Mogiana de Estradas de Ferro, Estrada de Ferro Vitória a Minas e RFFSA.
A G12 fase II é a A-1-A tem as mesmas características da fase I a não ser pelos truques A-1-A e pela ausência de freio dinâmico, estas G12 eram originalmente da RFFSA-VFRGS. Ainda há delas rodando hoje em dia mas em todas ocorreu a substituição do truque A1A-A1A pelo truque B-B por quesitos técnicos, modificação esta ainda feita pela RFFSA durante os anos 1980.
As G12 Fase III são as de bitola larga (1.600mm), da Companhia Paulista de Estradas de Ferro, elas tem o freio dinâmico maior que as outras G12 ('cabeça de saúva'), são as únicas G12 em bitola larga no brasil, ainda hoje existem algumas delas em operação, a maioria que está na ativa foi transferida para a bitola métrica.
As G12 fase IV são originarias da RFFSA elas são semelhantes a fase I. Possuem Cabine Arredondada A diferença esta no nariz, a caixa do farol e dos numberboard são a mesma peça "nariz envolvente" e também possuem freio dinâmico.
As fase V eram somente da RFFSA. São as popularmente chamadas de "G12 cabine espartana" pois a cabine da mesma tem o teto quadrado e as janelas vão ate o teto ao contrario das outras fases, esta também tem nariz envolvente assim como na fase IV e freio dinâmico.

## Brasil-Operadores Atuais

### FTL
Na Ferrovia Transnordestina Logística (Antiga CFN) operam como maquinas de tração normal, tendo essa inclusive modernizado todas as unidades deixando o nariz baixo.

### ALL
Operam como manobreiras e maquinas de trens de manutenção e Lastro na América Latina Logística, não tem mais participação na tração de trens, sendo que algumas unidades estão tendo o freio dinâmico desativado, por não ser mais necessário.

### FCA
Na Ferrovia Centro Atlântica operavam como maquinas importantes na tração de bauxita, aonde poderiam ser acopladas até quatro unidades para tração. Muitas tiveram a frente rebaixada e sofreram modificações mecânicas  .Tambem trabalharam 6 locomotivas G12 no trecho entre Cachoeiro de Itapemirim a Vitoria no estado Capixaba no transporte de Calcario.
Atualmente vieram algumas locomotivas para oficina de Alagoinhas para serem reformadas e vão ser destinada a rota do cromo, as locomotivas e questão são a 3678.4132,4159,4172 e 4192 onde até o presente momento só foram liberada a 4159 e a 4172
Atua

### FTC
São as principais maquinas da Ferrovia Tereza Cristina, transportam grande parte da carga dessa ferrovia, que possui apenas uma G22U e uma GL8 além das G12. Também operam com uma B12 GMD da ABPF. Operam em duplex transportando carvão, onde cada maquina, mesmo com idades em torno dos 50 anos, puxam trens com 36 vagões. A FTC também tem muitas G12 próprias através da Transferro, que comprou em leilão tais maquinas sucateadas e reformou/modernizou a maioria delas. Atualmente, após a volta das G12 da Ferrovia Oeste do Paraná S/A, algumas G12 foram alugadas para a Bolívia e FTL.

### EFVM
Atualmente tem pouca importância na EFVM, sendo seu principal uso a manobra de carga geral e os trens de passageiros. São maquinas que ficaram "pequenas" na Vitória a Minas atual, aonde o padrão agora são locomotivas com 3600 a 4000 hp. As Locomotivas 531, 551 e 562 sofreram alterações como rebaixamento no nariz para transportar passageiros em 2003. Hoje em dia pode-se ver G12's transportando passageiros de Itabira-MG e no Trem Turístico Rio-Minas, que está em fase de implantação.

### EF Trombetas
Sete G12 da EFVM foram transferidas para a Trombetas nos anos 1979 e 1988. Atualmente seis ainda operam junto com outras três GE C22-7i. Uma delas foi baixada, sendo vendida para a Transferro.

### Acesita
A unidade que foi vendida para a Transferro, #104 da Trombetas foi toda reformada e revendida para a Acesita, que a opera como manobreira (#200), novamente nas linhas da EFVM, junto com outras duas locomotivas ex-EFVM de procedencia Whithcomb.

### ABPF
A regional Santa Catarina da ABPF recebeu a locomotiva de número 4262-8N, originalmente uma A1A,  foi cedida pela RUMO à ABPF em dezembro de 2017, totalmente operacional. A regional de Sul de Minas também recebeu uma G12, esta com nariz baixo. A unidade foi a maquina a tracionar o último trem de passageiros no ramal onde a regional opera. 

## Brasil-Versões

### SLUG(Unidade Lastreada M1)
Por volta de 1999 a recém formada América Latina Logística inicia um plano para aumentar seu parque de tração, na época deficiente. A solução encontrada foi usar uma técnica usual nos EUA, porém nunca testada em território Brasileiro: a unidade do tipo SLUG. Consistiu em transformar as piores G12 da ferrovia em unidades sem motor, tanque de combustível ou mesmo cabine. A primeira unidade construída não possuía também freio dinâmico. As subsequentes foram todas montadas com, hoje em dia os freios dinâmicos destas unidades estão desativados.. Possuindo apenas motores de tração e contactores, essa unidade seria alimentada por outra maquina, no caso do projeto M1, duas outras, do modelo G22U, perfazendo então uma unidade acoplada permanentemente do tipo B-B + B-B + B-B. As G22U, por possuírem o mesmo gerador das G22CU, conseguem alimentar até 6 motores de tração por unidade. Como só possuem quatro, utilizam essa potência excedente nas SLUG, sacrificando sua aceleração e sua velocidade mínima contínua que passa de 21 km/h para 14 km/h, a mesma da G22CU. Conforme a ALL foi se equipando com outras locomotivas convencionais, as SLUG foram perdendo importância, hoje estando alocadas apenas em trechos de baixo trafego com linhas de perfil difícil. Mesmo assim, foram construídos mais de 18 SLUG do modelo M1.

### Unidade MATE
A MATE também é semelhante ao SLUG M1, entretanto é alimentada por apenas uma G12, tornando-se locomotiva de transferência. Sua velocidade final é limitadíssima, tornando-a assim uma maquina de uso exclusivo em pátios. Somente um conjunto MATE foi construído pela EFVM.

### G12 modernizada
Essas G12 passaram por modificações em sua mecânica e estética para melhor operação. Torna-se semelhante a uma G22U, as modificações foram feitas por diversas ferrovias, como a FTC, Ferroeste, FCA, EFVM e FTL, além da Fepasa que modernizou algumas as Saúvas na Villares nos anos 1970 e 1980. Incluem algumas ou mesmo todas as modificações listadas abaixo:
- Rebaixo da frente curta, tornando-se esta a "frente" da locomotiva.(FCA, EFVM, FTC, FTL e Ferroeste)
- Rebaixo do painel de comando para melhor visibilidade do maquinista. ( EFVM, FTC e Ferroeste)
- Troca do Motor diesel pelo 12-645E. ( EFVM, Fepasa, FTC, ALL)
- Troca do Gerador Principal pelo D32T (FTC)
- Troca dos Motores de tração por D31 (EFVM, FTC e ALL)
- Aumento do tanque de diesel.
- Relocação da Caixa de Baterias.
- Relocação da Buzina a Ar.
- Lastreamento da Locomotiva.
- Repotencialização para 1650/1500 hp.
- Microprocessamento.

## Futuro
São locomotivas muito resistentes e duráveis, já completam mais de 50 anos em pleno uso, sendo a máquina que mais atuou em território nacional, e também a mais numerosa até a chegada das U20C nos anos 1970. Seu uso provavelmente deverá se estender por mais algum tempo, até a paralisação de boa parte das unidades, tanto pela fadiga do material como por padrões de consumo de combustível muito melhores das locomotivas mais modernas. Entretanto, isso tende a ocorrer gradativamente, já que tanto para as ferrovias grandes, aonde elas só operam como manobreiras o custo do combustível para manobras não compensa a compra de novas máquinas para esse propósito, como nas ferrovias pequenas aonde nem sempre a linha e o caixa da empresa estão preparados para novas locomotivas. Cabe a entidades de preservação tentarem preservar ao menos uma unidade proveniente de cada ferrovia ou de cada fase, para manter a memória dessa máquina que tantos serviços prestou ao longo de mais de meio século de uso.

## Proprietários originais

### Versão A1A-A1A
Foram produzidas 300 locomotivas:
- 25 - Ferrocarril Domingo Faustino Sarmiento(Argentina) nº 4501–4525
- 13 - Queensland Rail (Austrália) nº 1400-1412
- 06 - Rede Mineira de Viação          nº 2708–2712
- 20 - Viação Férrea do Rio Grande do Sul                    nº 2101–2120
- 01   Electro-Motive Division      (EUA) demonstração 1956
- 11 - Indonesian State Railways   (Indonésia)   nº BB201.01–BB201.11
- 06 - Ferrocarriles Nacionales de México  (México)      nº 5800–5805
- 146 - New Zealand Railways  (Nova Zelândia) NZR DA class nº 1400–1545
- 14 - Sri Lanka Railway    (Sri Lanka)                 nº 569–573, 591–595, 626–629
- 52   Taiwan Railway Administration (Taiwan)            nº R21–R72

### Versão B-B
Foram produzidas 670 locomotivas:
- 07 - Broken Hill Proprietary Company (Austrália) - DE class
- 02 - Estrada de Ferro Goiás       (Brasil)     5201–5202
- 30 - Companhia Mogiana de Estradas de Ferro            3001–3030
- 43 - Estrada de Ferro Noroeste do Brasil              1101–1143
- 17 - Rede de Viação Paraná-Santa Catarina             1321-1337
- 18 - Companhia Paulista de Estradas de Ferro           700–717
- 25 - Rede Mineira de Viação                2201–2207, 2217–2228
- 71 - Viação Férrea do Rio Grande do Sul 2121–2145, 2161–2168, 6169–6206
- 35 - Estrada de Ferro Vitória a Minas 531–565
- 02 - London and Port Stanley Railway (Canadá)           L4, L5
- 01 - General Motors Diesel demonstração 7707 (para a Statens Järnvägar-(Suécia) T42)
- 03 - Andes Copper Mining 81–83 (Chile)
- 97 - Egyptian Railways  3701–3797 (Egito)
- 23 - Israel Railways 104–126, muitas repotêncializadas com motor 12-645E engines
- 137- RAI Irã)                          40.01–40.137
- 05 - Kowloon-Canton Railway 51–55 G12 (52–55 para Chicago Freight Car Leasing Australia as TL152–TL155) (Hong Kong)
- 84 - Ferrocarriles Nacionales de México (México) 5806–5889
- 47 - Korean National Railways (Coreia do Sul)  4001–4015, 4101–4110, 4201–4222
- 25 - Nigerian Railways (Nigéria) 1101–1125
- 02 - Sydvaranger (Noruega)
- 03 - Government Coal Mines  (Venezuela)  01–03

### Versão C-C
- 10 - Queensland Rail (Austrália) 1450-1459 - 1450 class
- 42 - Queensland Rail (Austrália)1460-1501 - 1460 class
- 14 - Western Australian Government Railways (Austrália) 1501-1514 - A class

## Galeria

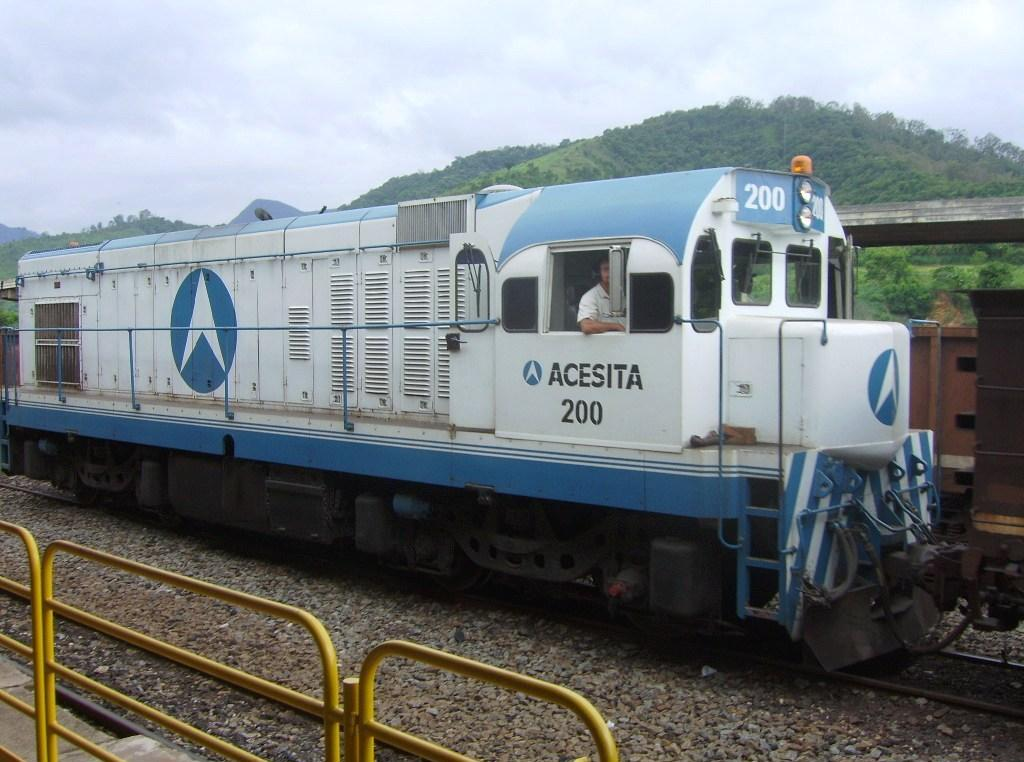
ACESITA nº200. (ex- EFVM, ex-EFTb 104, ex-Transferro 104) Estação Mário Carvalho - Timóteo - MG
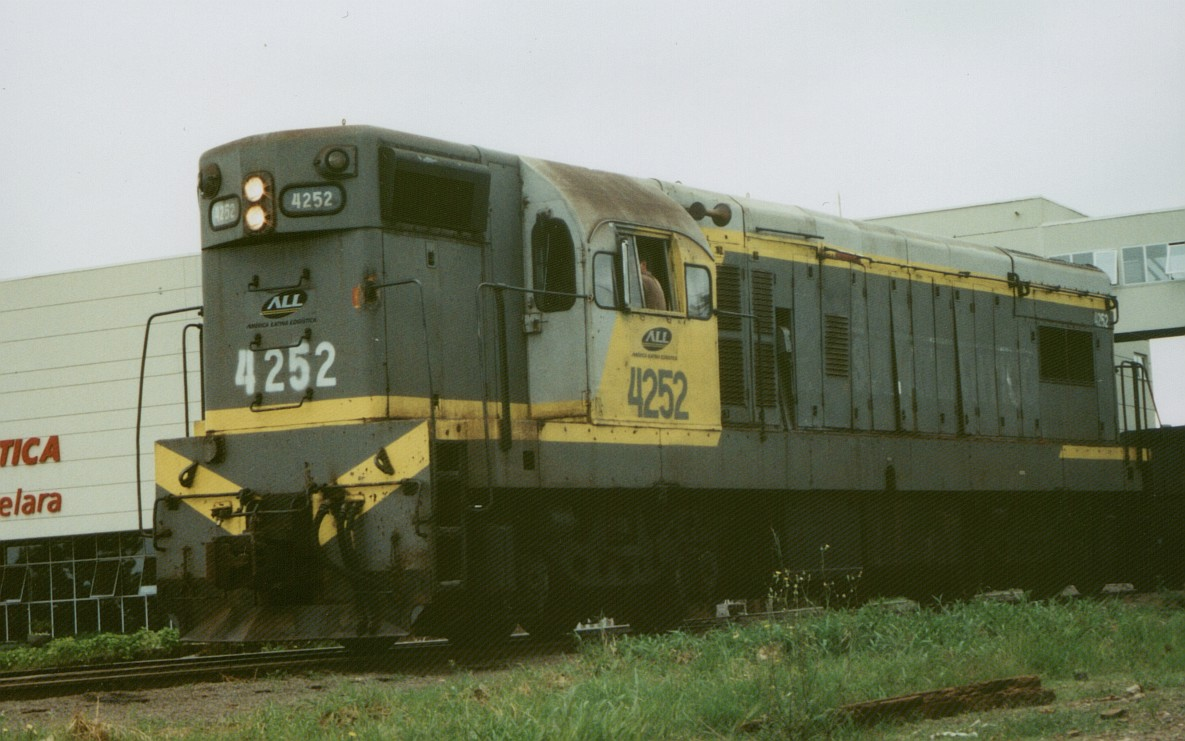
G12 Fase IV ALL nº4259 - Oficinas de Curitiba-PR
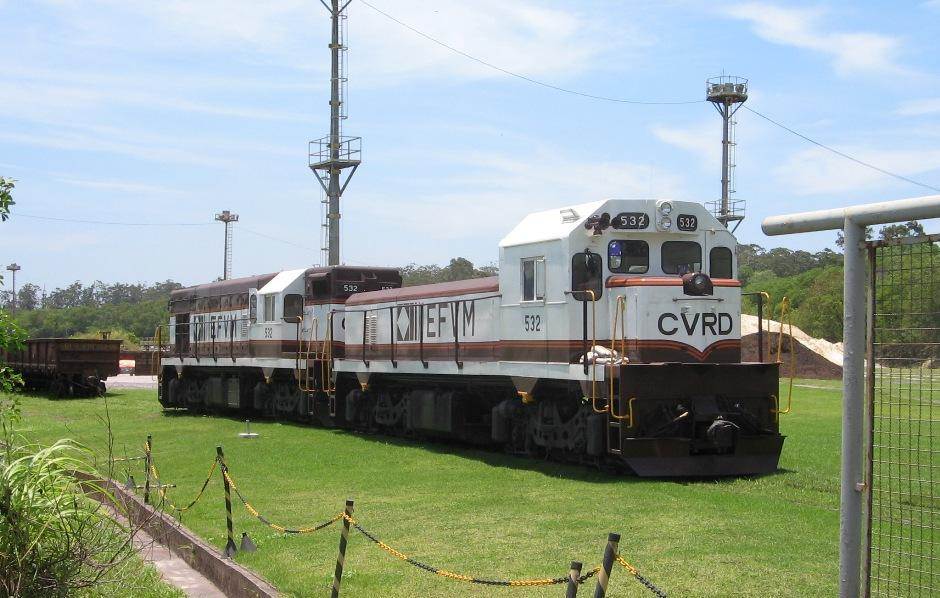
EFVM nº532 Conjunto MATE (comandante) - Patio de calcário - Tubarão - Vitória-ES
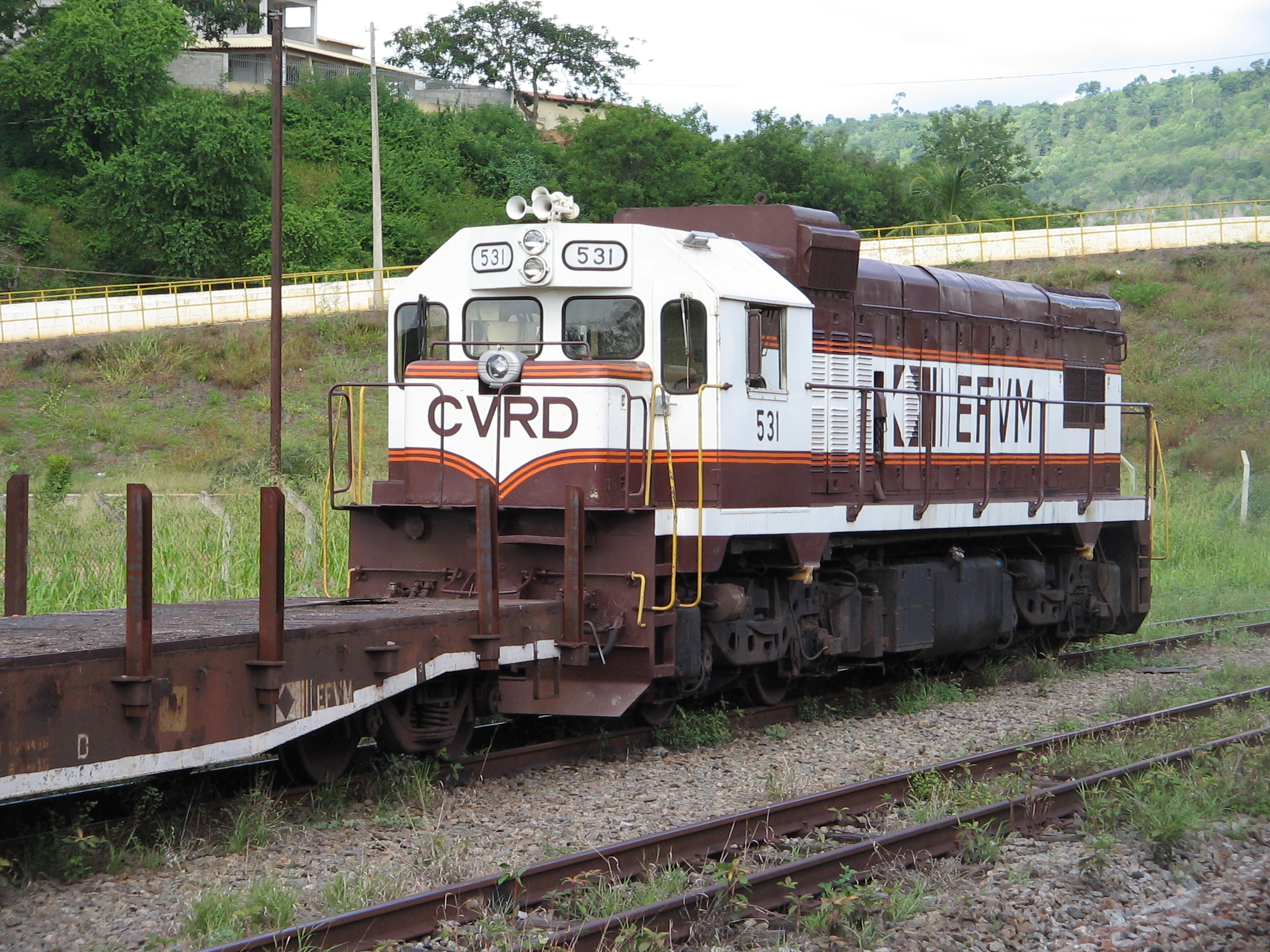
EFVM G12M 531 Frente Rebaixada (Modernizada para Passageiros).
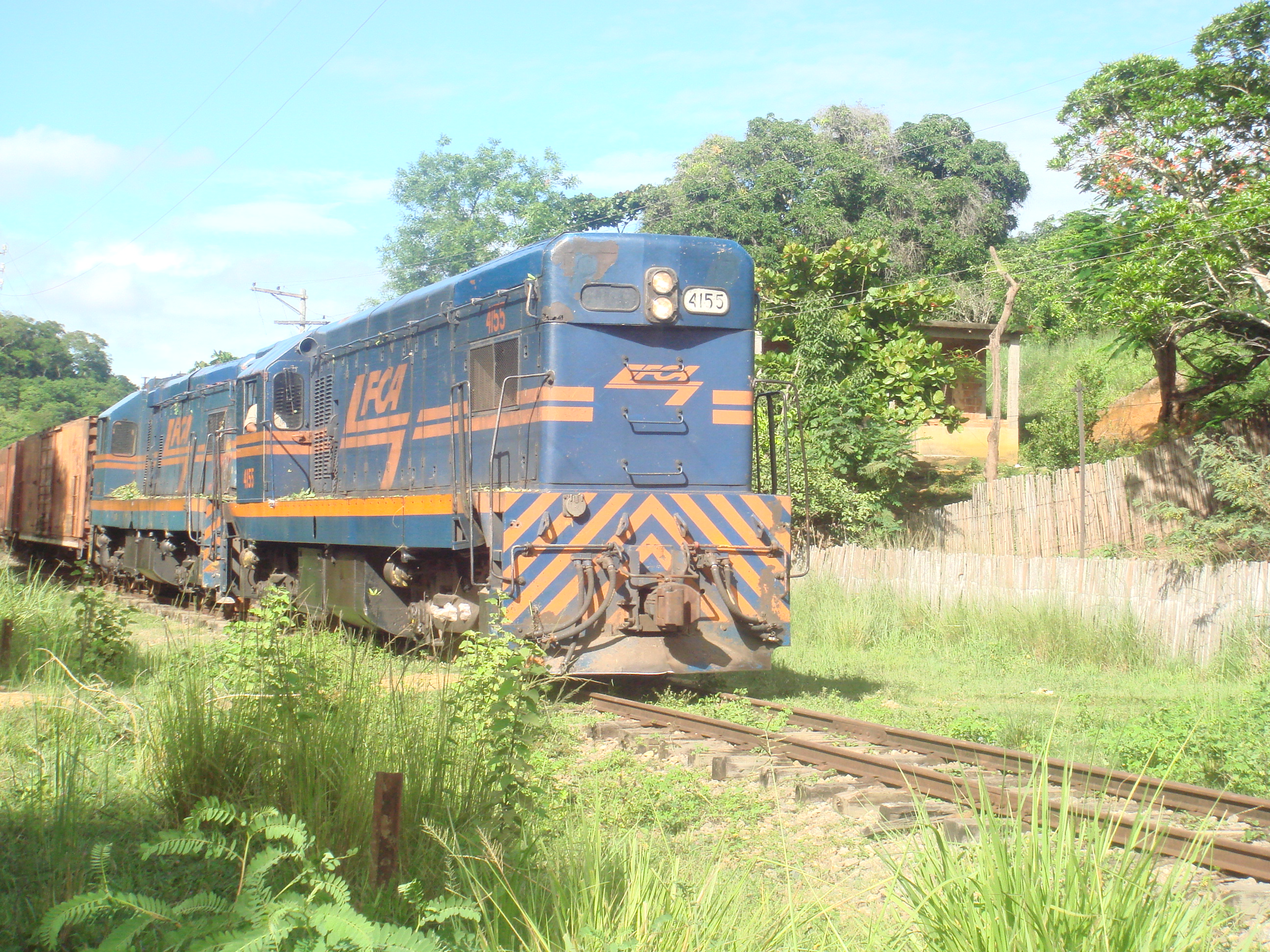
EMD G12 Fase I #4145 na Primeira pintura oficial da FCA passado por Três Irmãos.
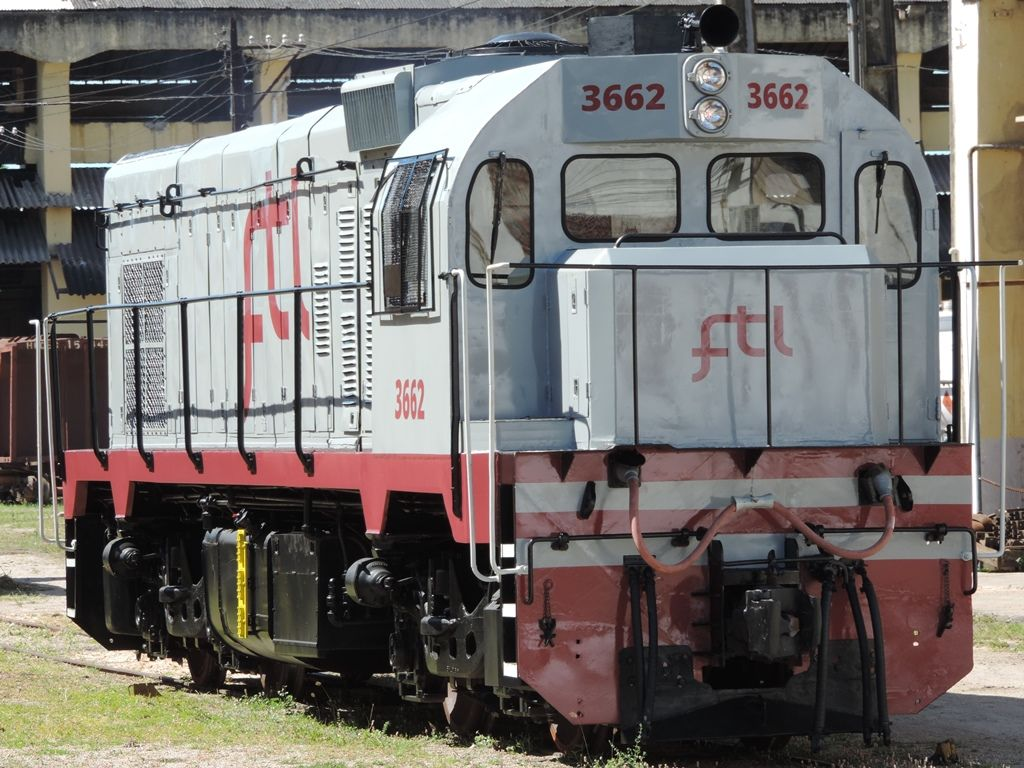
EMD G12 #3662 Modernizada da FTL na oficina central da empresa